# Hamlet 2
 For alternative betydninger, se Hamlet (flertydig). (Se også artikler, som begynder med Hamlet)
Hamlet 2 er en amerikansk komediefilm fra 2008 instrueret og skrevet af Andrew Fleming. Filmen har Steve Coogan, Catherine Keener, Amy Poehler og David Arquette på rollelisten.

## Medvirkende
- Steve Coogan
- Catherine Keener
- Amy Poehler
- David Arquette
- Elisabeth Shue
- Marshall Bell
- Melonie Diaz
- Phoebe Strole
- Skylar Astin
- Joseph Julian Soria
- Arnie Pantoja
- Natalie Amenula
- Michael Esparza
- Shea Pepe